# Dent
La dent és una peça anatòmica dura incrustada en els ossos maxil·lars d'alguns animals gnatostomats. És una estructura que evolutivament deriva de les escames reptilianes, i té funcions relacionades amb l'alimentació. En els humans les dents tenen funcions digestives (tallar, moldre i triturar els aliments sòlids), prènsils (mantenir les preses en els animals o objectes diversos per a elaborar-los) i participar en l'articulació de mots en el llenguatge oral.

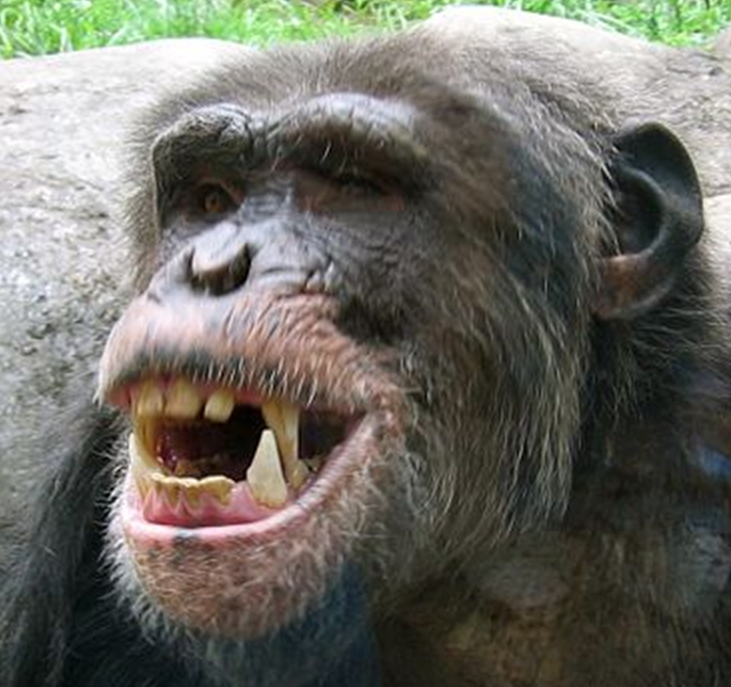
Un ximpanzé mostra les dents

Cada espècie animal té la seva pròpia norma de peces dentals i de creixença d'aquestes. Els humans tenen dues denticions, una d'infantil (dents dites "de llet") o dentadura temporal i l'altra de definitiva o dentadura permanent, amb les arrels sòlidament implantades a les genives. Aquest canvi de dents és degut al creixement de la cavitat bucal, que a la naixença no és prou ampla per a encabir les dents definitives. Diverses criatures mitològiques s'associen a aquest canvi de dents, com l'angelet de les dents.